# Bakalaureat
Bakalaureat (lat. baccalaureus) je akademski stupanj koji se stječe nakon završetka preddiplomskog studija koji obično traje tri ili četiri godine. Osoba koja završi takav studij ima titulu prvostupnika ili prvostupnice znanosti, umjetnosti, inženjerstva itd. Kratice su različite u različitim državama.
U Hrvatskoj ne postoje znanstveni preddiplomski (i diplomski) stupnjevi, nego su prema sustavu Bolonjske deklaracije svi stručni (prvostupnik struke; bez obzira jesu li sveučilišni ili veleučilišni), čak i ako je osoba za svoju prvostupničku tezu (rad) provela originalno znanstveno istraživanje.